# Valentyin Bondarenko
Valentyin Bondarenko (ukránul: Валентин Васильович Бондаренко, oroszul: Валентин Васильевич Бондаренко) (Harkov, 1937. február 16. – Moszkva, 1961. március 23.) a szovjet vadászpilóta, kiválasztott és kiképzett űrhajós, aki egy kiképzési gyakorlat során szerzett súlyos sérüléseibe halt bele. Bár nem járt az űrben, de a szokásjog alapján – mint az űrhajózásra készülő személy – űrhajósnak tekinthető.

## Élete

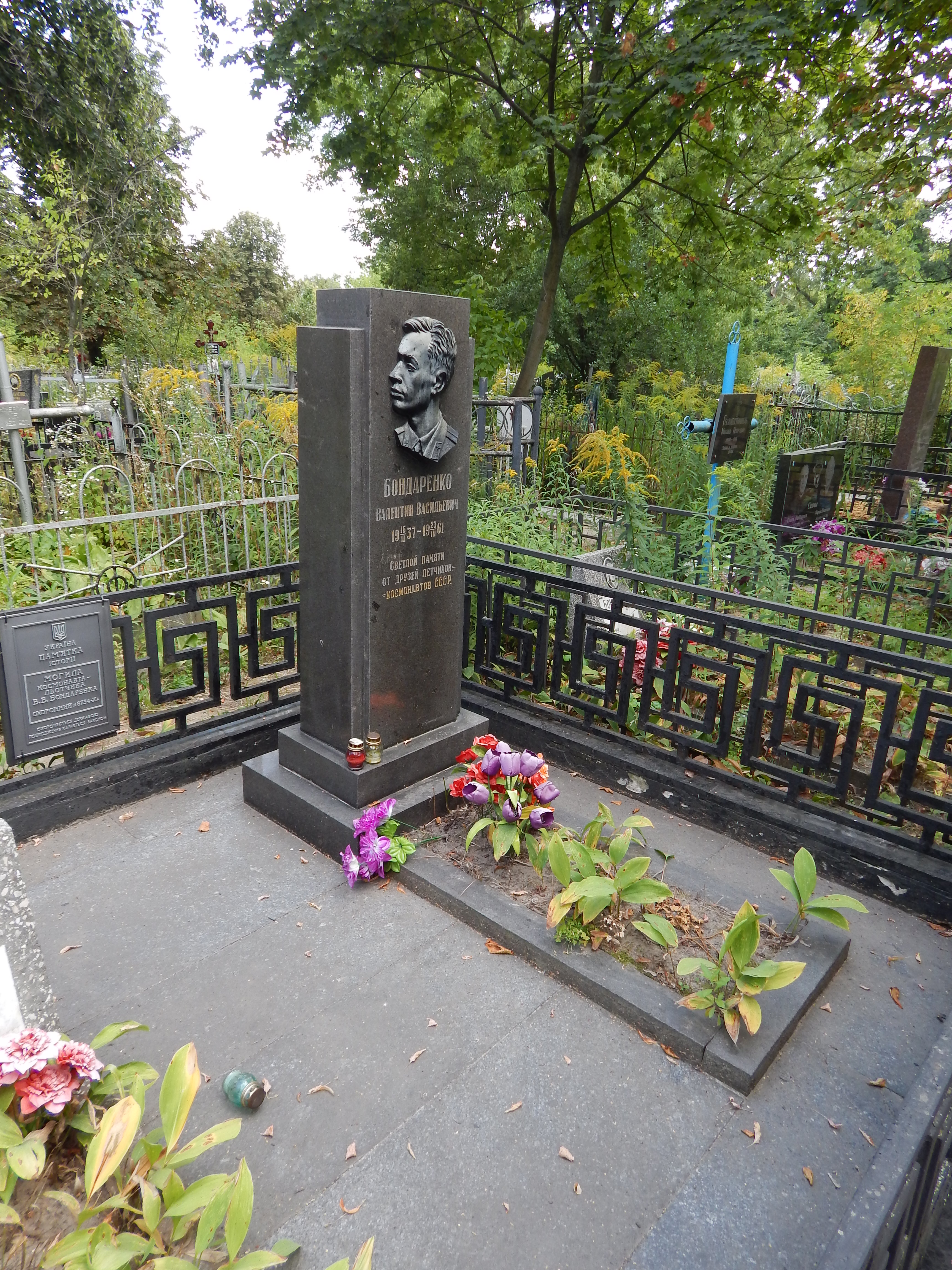
Valentyin Bondarenko síja

Valentyin Vaszilijevics Bondarenko Harkovban született 1937. február 16-án. A második világháború alatt apját besorozták a hadseregbe, s ők anyjával együtt súlyos nélkülözéseket szenvedtek el. Már kora gyermekkora óta lenyűgözte a repülés világa, s maga is ilyen karrierről álmodott. Már Harkovban elkezdett repülni tanulni, majd az érettségi után tanulmányait  a Vorosilov Katonai Akadémián folytatta, ahonnan egy év tanulás után áthelyezték grozniji katonai főiskolára, ahol 1957-ben diplomázott.
1956-ban kötött házasságot Galina Semenovna Rykovával. Iskolai végzettsége után hadnagynak nevezték ki, s a balti körzetbe küldték katonai szolgálatra.

## Űrhajós karrierje
1960. április 28-án húsz társával együtt választották ki, hogy a Szovjetunió első űrhajósai között legyen. A csapatnak ő volt a legfiatalabb tagja, ezért Valentyin Junior, illetve Csingiling néven becézték. Kiképzésük május 31-én kezdődött meg, abból a célból, hogy a Vosztok-program űrhajósai legyenek.
A kiképzés során 1961. március 23-án, Moszkvában, egy 15 napos alacsony nyomású kamrában eltöltendő gyakorlat során súlyos baleset érte. A kabinban 100%-os oxigén légkör volt, s miután néhány bioszenzoros érzékelő helyét megtisztította alkoholos törlőkendővel, azt véletlenül az elektromos főzőlapra ejtette, amitől a kabin azonnal lángra kapott. Bondarenko a rendelkezésére álló gyapjúból álló ruhával próbálta eloltani a tűzet, de ez ebben a környezetben még tovább súlyosbította a helyzetet. Testének nagy része harmadfokú égési sérüléseket szenvedett el. A helyi Botkin Kórházba került a sebész és traumatológus Vlagyimir Goljahovszkij vette ápolásba. Sérülésének súlyosságát jól jellemzi, hogy kizárólag a talpán (melyet a csizmája megvédett) találtak olyan pontot, ahol az infúziót be tudták kötni. Az orvos feljegyzései során Bondarenko többször is elmondta (amíg el nem veszítette eszméletét), hogy kizárólag ő hibázott, és senkit se büntessenek meg miatta. Betegágyánál Jurij Alekszejevics Gagarin is megjelent, aki később a világ első űrhajósa lett.
A baleset után 16 órával hunyt el. Harkovban temették el. Halála után megkapta a Vörös Csillag Rend kitüntetést.

## Balesetének utóélete
Balesetét és halálát nem tették közre, illetve valamennyi korabeli fényképről megpróbálták eltüntetni. Mivel már korábban is jelentek meg a húsz űrhajósról képek, ezért számos összeesküvés-elmélet jött létre, hogy mi is történt vele. A vele történeket 1980-ban hozták nyilvánosságra, amikor is, a Hold túlsó oldalán ezzel egy időben egy krátert neveztek el róla.

## Fordítás
Ez a szócikk részben vagy egészben  a   Valentin Bondarenko című angol Wikipédia-szócikk fordításán alapul.  Az eredeti cikk szerkesztőit annak laptörténete sorolja fel. Ez a jelzés csupán a megfogalmazás eredetét és a szerzői jogokat jelzi, nem szolgál a cikkben szereplő információk forrásmegjelöléseként.